# Charlie Yeung
Pour les articles homonymes, voir Yeung.
Charlie Yeung (ou Young) (楊采妮  en chinois, Yáng Cài Nī en hànyǔ pīnyīn, Jeong4 Coi2 Nei4 en cantonais), née le 23 mai 1974 à Taipei (Taïwan), est une actrice de Hong Kong.

## Biographie
De son vai nom Yeung Choi-lee (ou Choi-nei) elle est née le 25 mars 1974. Elle a été découverte par Wong Kar-wai alors qu'elle était encore à l'université. Le réalisateur lui confie un rôle dans Les Cendres du temps. Charlie débute alors une carrière dominée par The Lovers. Elle complète ses revenus en poussant la chansonnette (à Hong Kong les acteurs sont assez mal payés !) et enregistre plusieurs albums.
Au moment de la rétrocession de la colonie à la Chine elle prend sa retraite et part s'installer à Singapour.
Finalement elle fait son grand retour aux côtés de Jackie Chan dans New Police Story.

## Filmographie
- 1993 : Future Cops de Wong Jing : Choy-nei / Shizuka
- 1994 : What Price Survival de Daniel Lee : Hsiao-lian
- 1994 : Les Cendres du temps de Wong Kar-wai : la jeune fille
- 1994 : The Lovers de Tsui Hark : Chun Ying-tai
- 1994 : How Deep is your Love d'Andy Wing-keung Chin : Ken
- 1994 : Frères d'armes de Daniel Lee Yan-kong :
- 1995 : Les Anges déchus (Fallen Angels) de Wong Kar-Wai
- 1995 : Dans la nuit des temps (Love in the Time of Twilight) de Tsui Hark : Yan-yan
- 1995 : Meltdown, Terreur à Hong Kong (High Risk) de Wong Jing : Joyce
- 1995 : Young Policemen in Love de Chu Yen-ping :
- 1996 : Dr. Wai de Ching Siu-tung : Yvonne
- 1997 : Task Force de Patrick Leung : Fanny Chan
- 1997 : The Wedding Days de James Yuen : Janet Lee
- 1997 : Histoires de fantômes chinois (Xiao Qian) d'Andrew Chan : Butterfly (voix)
- 1997 : Intimates (Zi shu) de Jacob Cheung : Yi Fen
- 1997 : Downtown Torpedoes de Teddy Chan : Sam
- 2004 : New Police Story de Benny Chan : Sun Ho Yee
- 2005 : Seven Swords de Tsui Hark : Wu Yuanying
- 2005 : All About Love de Daniel Yu et Lee Kung-lok : Tse Yuen Sam
- 2006 : After this our exile (Fu Zi) de Patrick Tam : Lee Yuk-lin
- 2008 : Bangkok Dangerous d'Oxide Pang Chun et Danny Pang : Fon
- 2010 : 37 de Dennis Chen
- 2010 : Wind Blast (Xi Feng Lie) de Qunshu Gao : Sun Jing
- 2011 : Sleepwalker (Meng you) d'Oxide Pang Chun
- 2012 : Floating City (Fu Sing) de Yim Ho :
- 2012 : Cold War de Longman Leung et Sunny Luk : Phoenix Leung
- 2012 : Catching Monkey
- 2013 : The Grandmaster de Wong Kar-wai : Zhang Yongcheng (voix)
- 2013 : Christmas Rose
- 2013 : Last of the Best
- 2014 : Kung Fu Jungle de Teddy Chan : Luk Yuen-Sum
- 2016 : The Shimajiro movie Shimajiro in Bookland d'Isamu Hirabayashi et Gil Hoon Jung : Phoenix Leung (voix)

- 2016 : Cold War 2 de Longman Leung et Sunny Luk : Phoenix Leung
- 2019 : Little Q (Xiao Q) de Law Wing-cheong : Ms Chan
- 2020 : Hello ! Tapir de Kethsvin Chee :